# Onkel Dum & Bananerne
Onkel Dum & Bananerne var et dansk humør-kultband i perioden 1985-1991. Medlemmerne Thomas Høg, Lasse Aagaard Nielsen, Sune Svanekier gik sammen på Helsingør Gymnasium og dannede gruppen, der ved sin første optræden (på gymnasiet) suppleredes af Jens Korse, der så blev fast medlem. Selv om de flere gange i deres musikproduktioner henviser til Humlebæk som deres hjemsted, boede de ikke alle i byen. I begyndelsen spillede de mest lokalt, blandt andet som opvarmning til Monrad og Rislunds optræden på deres eget gymnasium. Senere blev det til to plader og en film inden bandet opløstes og medlemmerne søgte nye udfordringer sammen og hver for sig indenfor musicals (Atlantis), radiosatire, musikproduktion m.m.
Gruppens musik var både egne kompositioner og nye danske humoristiske/satiriske tekster til allerede kendte hits som for eksempel "Gætteleg", "Banana Boat Song", "Skal det være os tre", "Be my Baby".

## Produktioner
- 1989 Onkel Dum og Bananerne LP/CD
- 1990 Vi går bananas LP/CD

## Filmografi
- 1990 Bananen - skræl den før din nabo